# Condado de Grant (Arkansas)
O Condado de Grant é um dos 75 condados do estado americano do Arkansas. Sua sede de condado é Sheridan. Sua população é de 16 464 habitantes.